# 前栽駅
前栽駅（せんざいえき）は、奈良県天理市杉本町にある、近畿日本鉄道（近鉄）天理線の駅。駅番号はH34。

## 歴史
- 1915年（大正4年）2月7日：天理軽便鉄道新法隆寺（のちの近畿日本法隆寺駅、廃駅） - 天理間開通の際に開業[1]。
- 1921年（大正10年）1月1日：路線買収により大阪電気軌道天理線の駅となる[1][2]。
- 1922年（大正11年）4月1日：標準軌に改軌、電化[1]。
- 1941年（昭和16年）3月15日：大阪電気軌道が参宮急行電鉄を合併、新発足した関西急行鉄道の駅となる[1]。
- 1944年（昭和19年）6月1日：戦時合併により関西急行鉄道が近畿日本鉄道に改組。同社の駅となる[1]。
- 1988年（昭和63年）2月11日：二階堂 - 天理駅間が複線化。
- 2007年（平成19年）4月1日：PiTaPa使用開始[3]。
- 2021年（令和3年）10月1日以降時期不明：終日無人駅化[4]。

## 駅構造
島式1面2線のホームを持つ地上駅。ホーム有効長は6両分。駅舎は2番線側にあり、駅舎とホームは地下通路で連絡している。
天理駅管理の無人駅で、PiTaPa・ICOCA対応の自動改札機および自動精算機（回数券カードおよびICカードのチャージに対応）が設置されている。

### のりば
| のりば | 路線     | 方向 | 行先                 |
| ------ | -------- | ---- | -------------------- |
| 1      | H 天理線 | 下り | 天理方面             |
| 2      | H 天理線 | 上り | 京都・大和西大寺方面 |

## 利用状況
近年における当駅の1日乗降人員の調査結果は以下の通り。
- 2022年11月8日：3,336人
- 2021年11月9日：3,079人
- 2018年11月13日：3,931人
- 2015年11月10日：4,012人
- 2012年11月13日：3,981人
- 2010年11月9日：3,887人
- 2008年11月18日：3,749人
- 2005年11月8日：3,456人

## 駅周辺
- 天理市立メディカルセンター
- 天理大学体育学部キャンパス
- 天理市立前栽小学校
- 天理前栽郵便局
- 前栽公民館
- JAならけん二階堂支店
- 天理警察署二階堂交番
- オークワ天理南店
- 業務スーパー天理店
- ドン・キホーテ天理店
- セブン-イレブン天理杉本町店

## バス路線
天理市コミュニティバス「いちょう号」 西部線
- 当駅より南へ450メートルの天理市立メディカルセンターに「天理市立メディカルセンター停留所」が設置されており、天理駅と結崎駅を結ぶ便が1日5往復運行されている（※土曜・休日および12月29日 - 翌年1月3日は運休）。

## 隣の駅
近畿日本鉄道
H 天理線
■急行・■普通
二階堂駅 (H33) - 前栽駅 (H34) - 天理駅 (H35)